# ヨハネの手紙三
『ヨハネの手紙三』（ヨハネのてがみさん）は、新約聖書の正典を構成する27文書の一つで、公同書簡に分類される3通のヨハネ書簡の最後のものである。ガイオという人物に宛てて、他のキリスト教徒を受け入れ、親切にすることを説いたこの書簡は15節しかなく、旧約・新約聖書の中でも短さの点で一、二を争う。1世紀後半から2世紀初め頃に成立したと考えられているが、その短さや教理的要素の少なさもあって、キリスト教文献での直接的言及は3世紀まで見られず、正典と広く承認されるまでに時間を要した。
定評あるギリシア語校訂版のネストレ・アーラント28版での題名は ΙΩΑΝΝΟΥ ΕΠΙΣΤΟΛΗ ΤΡΙΤΗ である。『ヨハネの手紙三』という呼称は新共同訳聖書によるもので、カール・ギュツラフによる最初の日本語訳『約翰下書』以来、様々な題名で呼ばれてきた。何らかの団体によって訳された聖書（およびそれと訳名が一致する個人訳）での名称としては、『ヨハネの第三の書』（大正改訳）、『ヨハネの第三の手紙』（口語訳、バルバロ訳、フランシスコ会訳、岩波委員会訳）、『ヨハンネスの手紙 III』（共同訳）、『ヨハネの手紙 第三』（新改訳、塚本虎二訳）、『イオアンの第三書』（日本正教会訳）などがある。以下では便宜上、第三ヨハネ書ないし第三書と略す。ほか2つのヨハネ書簡の略し方もこれに準ずる。

## 概要

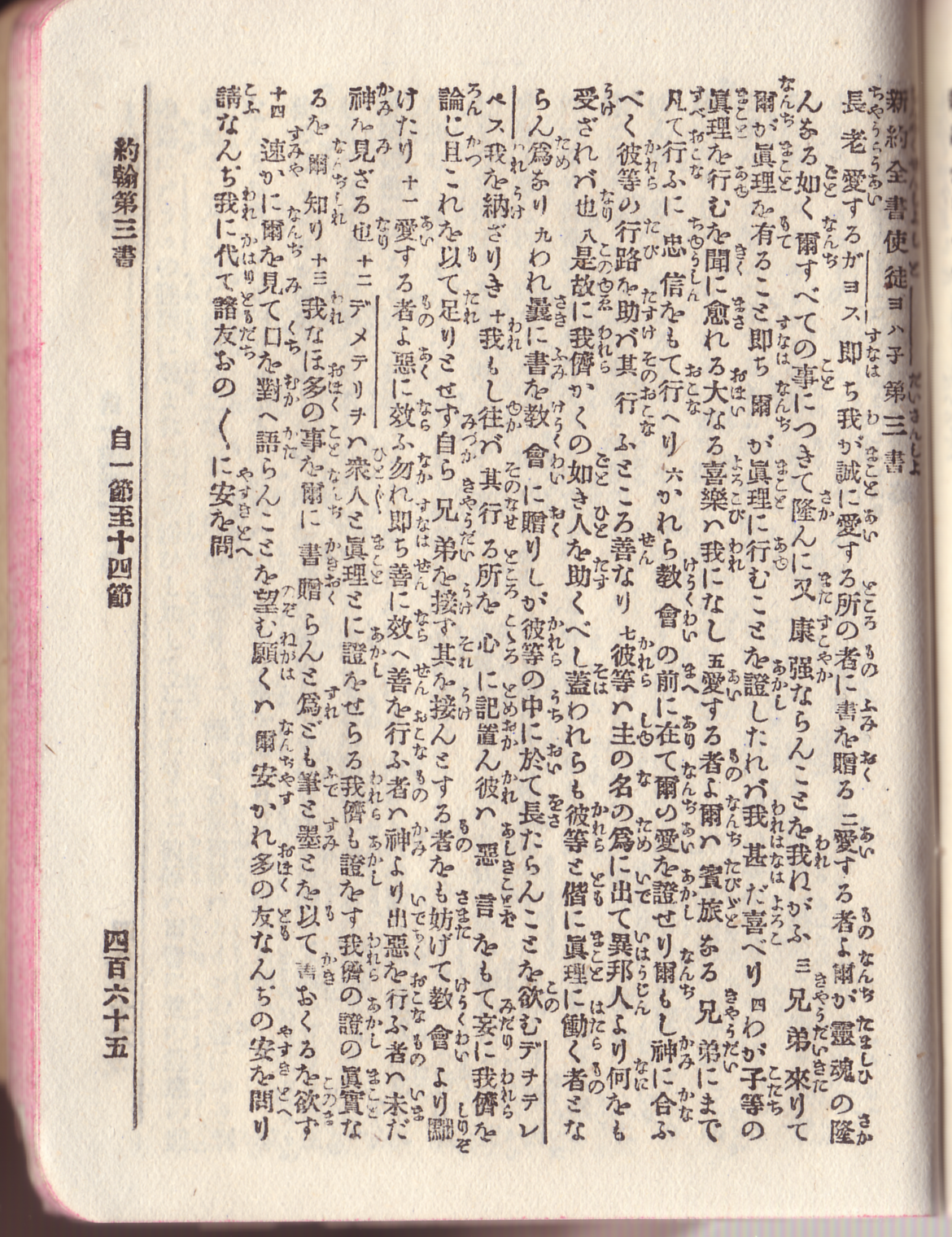
明治元訳聖書のヨハネ第三書

公同書簡は本来、公同の教会に宛てて書かれたことからその名があるが、第三ヨハネ書は著者自らが「長老」と名乗り、ガイオという個人に宛ててこの手紙を書いている。便宜上は公同書簡に分類されるとはいえ、本文からはこの手紙が完全に個人的な手紙であることが読み取れる。「長老」は、地域内の信徒の家で営まれた小規模な「家の教会」を巡回して福音を説いていた「兄弟たち」の歓待や支援をしているガイオを賞賛し、彼に対し、ある「家の教会」を取り仕切って「兄弟たち」を拒絶しているディオトレフェスには従わず、引き続き善を行うようにと激励している。
初期のキリスト教文献はこの書簡についての言及を何も含んでおらず、3世紀半ばになってようやく言及された。その背景には、この書簡が非常に短いこと、使徒の著作であると承認されるのに時間を要したこと、その内容が個人的であることなどがあったと考えられている。
伝承上は使徒ヨハネの著作とされるが、現代では少なからぬ論者が疑問視している。とはいえ、第三ヨハネ書の言葉遣いは他のヨハネ書簡や『ヨハネによる福音書』と共通するものを含んでおり、若干の異説はあるが、1世紀末頃から2世紀初頭に他の2書簡とともに同じ人物、あるいは少なくとも同じ共同体に属する構成員（たち）によって作成されたと考えられている。執筆地は未詳であるが、伝統的にはエフェソと想定されている。この書簡は現存最古の部類に属する新約聖書の写本の多くに見出され、大きな異文などは存在しない。
神学的内容は希薄とされ、新約聖書の中で重視されてきたとは言いがたいが、信徒同士が親切にしあうことの大切さや尊大に振舞うことへの戒めが説かれているとみなされており、教会制度の過渡期の様子を伝えているという歴史的側面からの評価もなされている。

## 著者

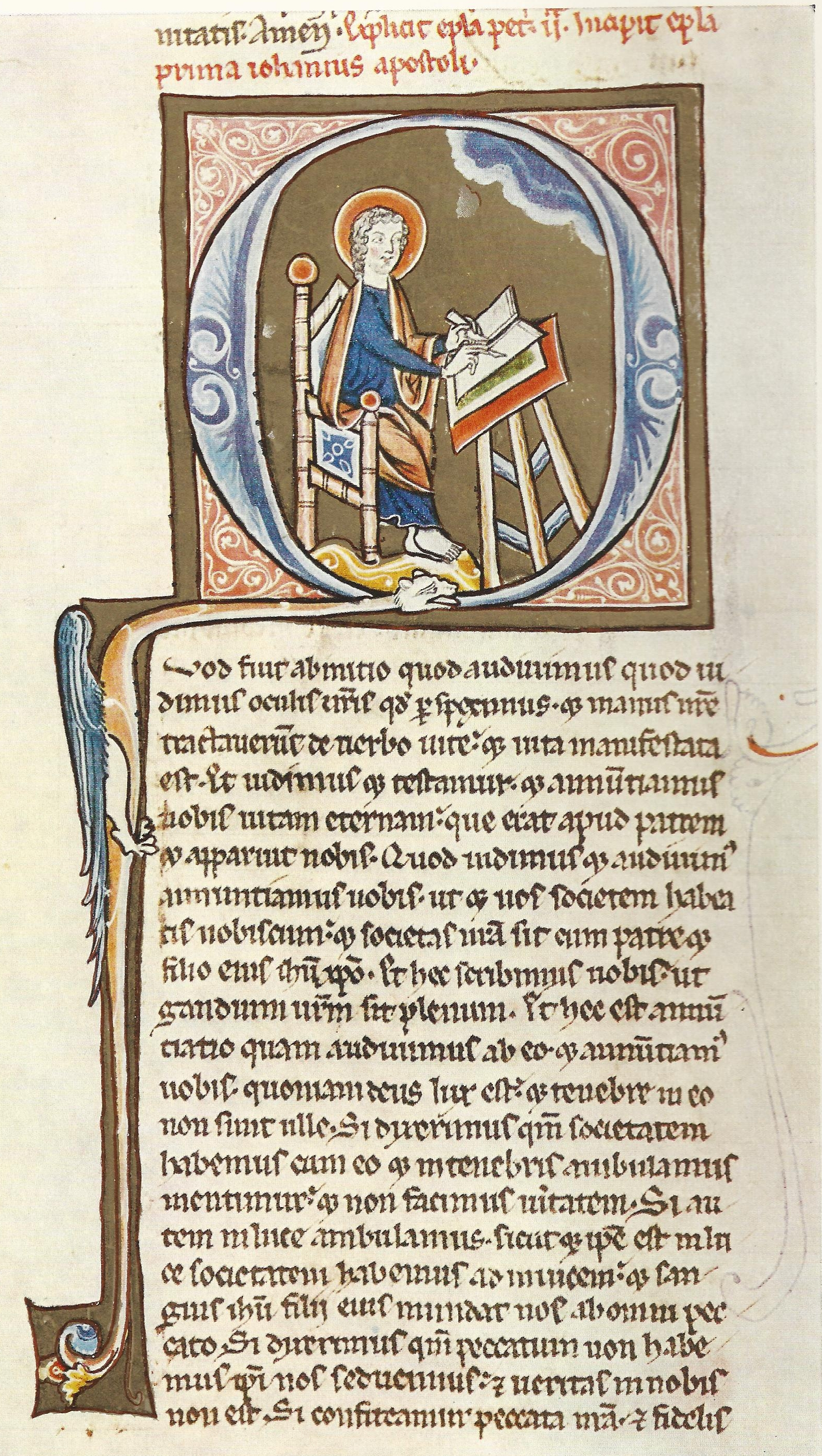
第一ヨハネ書冒頭に描かれた挿絵（ヴルガータの13世紀の写本、シュトラールズント）

ヨハネ書簡と呼ばれる3通の書簡は、実際には著者名が一切書かれておらず、第三書の本文でも、著者は単に「長老」とだけ名乗っている。この著者問題は、他の2通のヨハネ書簡および『ヨハネによる福音書』の著者との関連で議論されてきた。全ての書簡が同一人物によるのか、また違う場合にはどれが同一人物によるのかなどについて様々な議論があり、確定していない。
とはいえ、少なからぬ専門家が3つの書簡全てを同一人物の作品と見る説を採っている。伝承通り3通全てを使徒ヨハネに帰するローマ・カトリックのフェデリコ・バルバロやフランシスコ会聖書研究所、福音派の『新聖書辞典』や『新実用聖書注解』は当然その立場であり、使徒ヨハネを著者とする伝承を受け入れていない聖書学者にも、『総説新約聖書』でヨハネ書簡を担当した中村和夫、上智学院の『新カトリック大事典』などでヨハネ書簡を担当した小林稔などのようにこの立場を採る者たちがいる。アンカー・バイブルでヨハネ書簡を担当したレイモンド・E・ブラウンは、「多くの学者」 (many scholars) が3書簡全てを同一著者に帰することに否定的であると述べつつ 、自分は3書簡全てを同一著者に帰すると述べていた。しかし、後には「多くの学者」が3書簡を同一の著者の作品と見ていると述べた。
使徒ヨハネと見ることに批判的な学者からは、もしも第三ヨハネ書が使徒ヨハネによって書かれたとすれば、ディオトレフェスが彼に反抗したこと（後述）は奇妙であるとされている。というのは、使徒たちは初期キリスト教会にあっては高く尊敬されていたからである。これに対して福音派の『新聖書辞典』では、使徒ヨハネの著書とする観点から、まさにヨハネの使徒権を否定したものとして、ディオトレフェスの振舞いが「暴挙」と位置づけられている。同様に福音派の『新聖書注解』では、ディオトレフェスの異常さこそが問題であって、彼の振る舞いが使徒ヨハネの著作であることを否定する根拠にはならないと主張されている。
さて、ヒエラポリスのパピアスによって140年頃に書かれ、エウセビオスによって引用された断片からは、書簡の著者に関して使徒ヨハネとは別の可能性が指摘されている。その断片で長老ヨハネという人物について言及されているからであるが、この人物について知られていることはパピアスの乏しい言及以外には何もないので、第三書の著者とこの詳細不明の人物と結びつける根拠は何もない。それでもヒエロニムスがこの「長老ヨハネ」を第二・第三ヨハネ書の著者と位置づけていたことで、近代以降にもこの見方を採る者たちがいる。その延長線で、中村和夫、NTD新約聖書註解シリーズでヨハネ書簡を担当したヨハネス・シュナイダー らのように、3書簡すべてを長老ヨハネの作品とする者もいる。
3書簡を執筆したのは使徒ヨハネその人かもしれないし、長老ヨハネのような他の人物かもしれないが、チャールズ・ドッドは「もしも我々がこれらの書簡の匿名の著者を…いくらか知られている人物と結び付けようとするなら、ほとんどうまくいかないものと思われる」と述べていた。
第一ヨハネ書を別人の作とし、第二書と第三書のみ同一人物に帰する見解もある。前述のように、古くはヒエロニムスがこの見解を紹介していたが、現代日本では『新約聖書略解』でヨハネ書簡を担当した宮内彰、『新共同訳新約聖書略解』で同書簡を担当した土戸清などがこの立場である。第二書と第三書には多くの類似点がある。どちらも当時の他人宛の手紙の様式で書かれており、著者は「プレスビュテロス」とだけ名乗っており、直訳では「老人」(elderly man) を意味する。そして、どちらの書簡も歓待と教会内の対立のテーマを扱っている。それらは長さの点でもきわめて類似しているが、おそらくそれはどちらもパピルス1枚に収まるようにしたためたことによるのだろう。
第三書は言語的には第二書とも、他のヨハネ文書とも似通っている。使われている99種の単語のうち、21種類は「…と…」や冠詞など、さして重要でない単語であり、有意義なのは残る78語である。そのうち23語は第一書にもヨハネ福音書にも登場しないが、その23語中4語は第三書に固有のものであり、1語は第二書とだけ共通し、2語は第二書と共通するが、他の新約正典にも見られるものである。ゆえに第三書の有意な単語の約30%は第一書にもヨハネ福音書にも登場しないが、同じ数字は第二書の場合では20%になる。これらの考察が示すのは、第二書が第三書よりも第一書と強く結びついているものの、第二書と第三書の間にも十分に密接な結びつきを見出せるということである。
しかしながら、第二書と第三書が同一の著者によるという見解に異議を唱える研究者も少数ながら存在し、ルドルフ・ブルトマンは第三書を元に第二書が別人の手で書かれたと主張していた。日本では田川建三がこの立場で、第二書と第三書の著者は文体からギリシア語の素養の差が明瞭（第三書が上）であり、内容からこれらの著者が対立的な関係にあったと推測している。第二書と第三書を対立的に捉える見解は、フェミニスト神学の聖書注解書でヨハネ書簡を担当したマーガレット・D・ヒュタフも示している。
使徒ヨハネ一人に帰する場合は勿論であるが、それ以外の著者（たち）を想定する場合にも、それらが同一の思想的集団から発していると推測されることが普通で、その集団は「ヨハネ学派」、「ヨハネの教会」、「ヨハネ教団」、「ヨハネ共同体」等と仮称されている（以下では便宜上「ヨハネ共同体」と表記）。

## 執筆年代

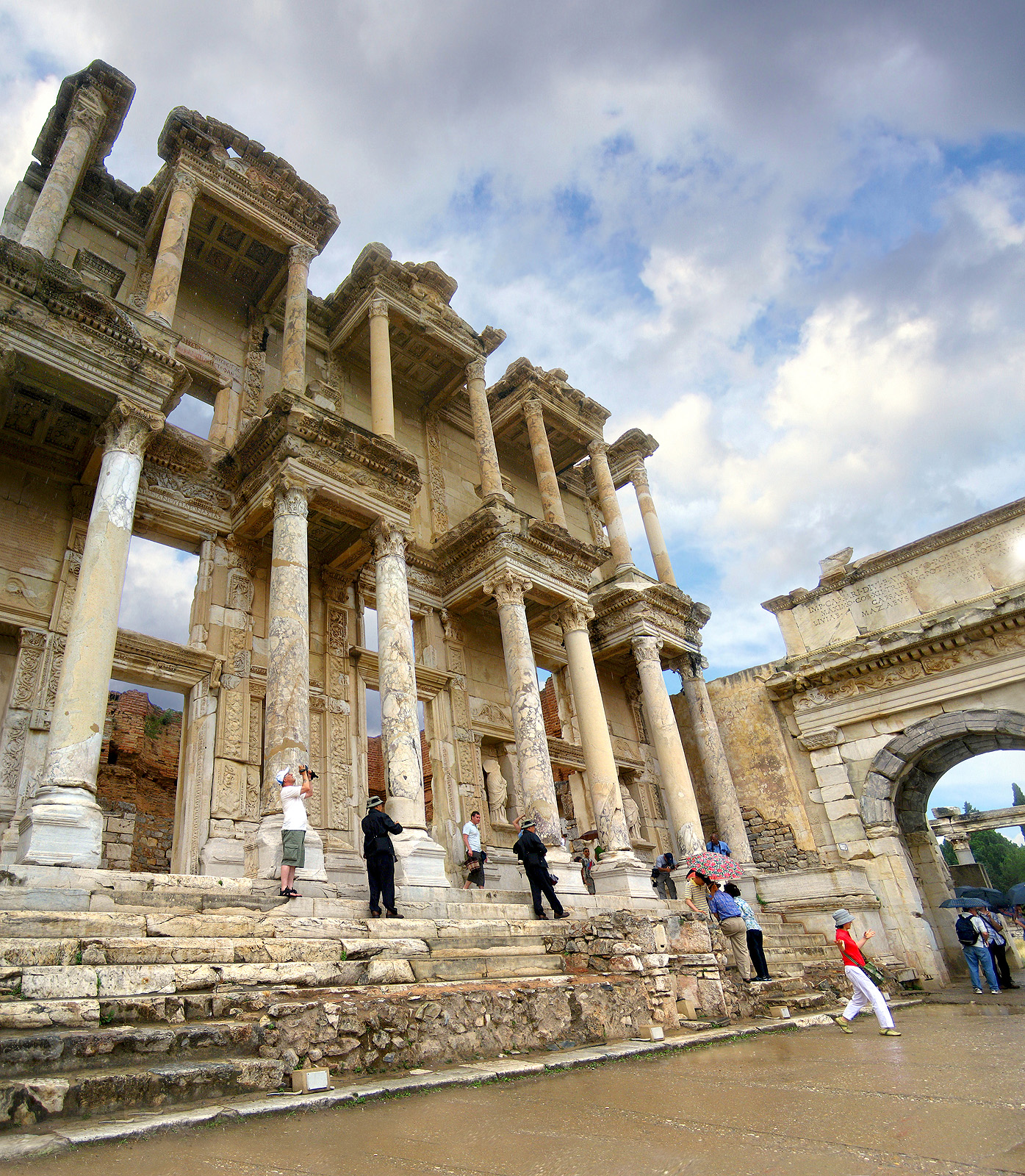
エフェソのセルシウス図書館跡

3通のヨハネ書簡はいずれもほとんど同じ時期に書き上げられたとみなされている。その時期は若干の異説もあるものの、おおむね1世紀末から2世紀初頭と見積もられている。たとえば、福音派の『新聖書辞典』では80年代末から90年代初頭に作成されたという見解が有力説として挙げられている。福音派の『新聖書注解』でも90年頃とされており、同じく福音派の尾山令仁も90年から91年頃としている。ローマ・カトリックの側ではフランシスコ会訳聖書がヨハネ福音書よりも少し先に成立したと考え、90年よりも少し前の時期を想定している。
これに対して、同じカトリックでもフェデリコ・バルバロは、ヨハネ福音書やヨハネの黙示録（バルバロは90年から96年と想定）よりも後の成立であろうとみなしていた。また、岩波委員会訳聖書でヨハネ書簡を担当し、それらを使徒ヨハネの作とはみなしていない大貫隆の場合、ポリュカルポスの言及なども勘案して110年前後としている。この見解は小林稔も踏襲している。
ブラウンは現存するヨハネ福音書が原著者の版に最終編集者が手を加えて成立させたという立場を採っており、その原著者の版（90年頃）の10年ほど後、しかし、最終編集者の版（おそらく100年を過ぎた頃）が出る前に3書簡が書かれたと想定した。『ハーパー聖書注解』でも「100年頃とするのが大方の見解」とされている。
フランスのクセジュ叢書で新約聖書を担当したレジス・ビュルネは90年から110年の間とし、土戸清もほぼ同じ期間を想定している。

## 執筆地
ヨハネ書簡には執筆地を示すものは何もないが、それらの初期の引用者であるポリュカルポス、パピアス、エイレナイオスらの作品が小アジアで書かれたことを考えるなら、ヨハネ書簡も小アジアで書かれたのだろうという程度の推測は成り立つ。それに対し、教会の伝承では、ヨハネ書簡の執筆地は小アジアの中でもエフェソと限定されており、ローマ・カトリックのバルバロ、フランシスコ会聖書研究所、福音派の『新聖書辞典』、尾山令仁などはいずれもそれを堅持している。

## 内容
第三ヨハネ書は公同書簡に含められているが、ガイオという個人に宛てた純粋な私信であり、様式の面からも当時の一般的な私信とほとんど変わらない。そのため、「公同書簡」を言葉通りに公同の教会に宛てられた書簡と位置づける場合、第三ヨハネ書はこれに該当しない。この点については、第一・第二ヨハネ書とひとまとめに編纂されたことによる例外という推測や、公同書簡を7通にし、特別な数「7」に揃えるための数合わせという推測などがある。
他方、叢書 New Testament Theologyでヨハネ書簡を担当したジュディス・リュウたちは、公同書簡の本来の意味ではなく、より緩やかな定義、すなわち「後に、教会全体の命と生存にとってなくてはならないものであることがわかった」という観点からならば、そう呼びうるとしている。
新約正典に収められた書簡には、実際に出された手紙であったかどうかに疑問のある事例も見られるが、第三ヨハネ書が実際に出された手紙であることは疑われていない。これは聖書信仰の立場を採る福音派はもとより、リベラル派の立場でもそうである。リベラル派が疑う余地のない私信とみなしているのは、この第三ヨハネ書と、パウロ書簡に含まれる『フィレモンへの手紙』のみであるが、フィレモン書よりも教会の問題に直結していることが指摘されている。完全な私信といえる本書全体の主題は、「兄弟たち」を受け入れること、また彼らへの援助を行うことについてである。第二ヨハネ書および第三ヨハネ書については、そのいずれかが第一ヨハネ書を送る際の添え状であったと推測する説もある。

### 構成
新約正典の中で節が最も少ないのは第二ヨハネ書であるが、単語数で見れば、第三ヨハネ書が新約正典中で最短である。ブラウンはネストレ・アーラント21版に基づく算定として、短い順に第三書を219語、第二書を245語、『フィレモンへの手紙』を355語、『ユダの手紙』を457語としている（文字数は第二書が1126字、第三書が1105字）。ティンデル聖書注解でヨハネ書簡を担当したジョン・ストット、「インタープリテーション」シリーズでヨハネ書簡を担当したD・M・スミス、大貫隆のように、第二書、第三書をともに聖書中で最短の書と位置づける者もいる。
翻訳聖書や注解書の場合、しばしば訳者や注解者によって小見出しをつけられ、段落分けがされることがあるが、第三書は短い手紙なので、岩波委員会訳聖書、英語訳の改訂標準訳聖書 (RSV) ・新アメリカ聖書 (NAB)、仏語訳の La TOB （フランスの共同訳聖書）のように段落分けをしていない翻訳聖書もしばしばである。ここでは小見出しを付けているいくつかの例として、新共同訳聖書、バルバロ訳聖書、新改訳聖書第3版、英語訳の新改訂標準訳聖書(NRSV)、仏語訳のエルサレム聖書を挙げておく（固有名詞の表記は出典どおり。最後の2つは以下の表では仮訳をつけている）。
| 節    | 新共同訳               | バルバロ訳     | 新改訳                         | NRSV                         | エルサレム聖書           |
| ----- | ---------------------- | -------------- | ------------------------------ | ---------------------------- | ------------------------ |
| 1     | 挨拶                   | 挨拶           | あいさつ                       | 挨拶                         | 挨拶                     |
| 2     | 挨拶                   | 挨拶           | あいさつ                       | もてなしを賞賛されるガイオ   | 挨拶                     |
| 3-4   | 挨拶                   | ガイオを賞める | あいさつ                       | もてなしを賞賛されるガイオ   | ガイオへの賞賛           |
| 5-8   | 善を行う者、悪を行う者 | ガイオを賞める | 真理に歩むガイオへの称賛と激励 | もてなしを賞賛されるガイオ   | ガイオへの賞賛           |
| 9-10  | 善を行う者、悪を行う者 | ある人を咎める | デオテレペスへの警戒           | ディオトレフェスとデメトリオ | ディオトレフェスの振舞い |
| 11    | 善を行う者、悪を行う者 | ある人を咎める | デメテリオのための証言         | ディオトレフェスとデメトリオ | ディオトレフェスの振舞い |
| 12    | 善を行う者、悪を行う者 | ある人を咎める | デメテリオのための証言         | ディオトレフェスとデメトリオ | デメトリオについての証言 |
| 13-15 | むすび                 | むすび         | あいさつ                       | 最後の挨拶                   | むすび                   |

### 要約
第三ヨハネ書の内容を要約すると以下の通りである。
この書簡はガイオという人物に向けて書かれた。「長老」はガイオに対し、旅する「兄弟たち」の集団への忠誠や歓待を褒める。「長老」はガイオに「兄弟たち」が旅を続けられるように支援することを求めた。
次に「長老」は、ディオトレフェスとの確執について叙述する。この人物は「長老」の権威を認めず、ガイオと違い、「長老」によって派遣された「兄弟たち」を歓迎しない。「長老」は、教会に向けて以前書き送った手紙が、ディオトレフェスによって握りつぶされたことに言及する。そして「長老」は、教会に赴いてディオトレフェスと対決するつもりであると語る。もっとも、この対立が何に起因するのかは直接的には語られていない。
その後、「長老」はデメトリオという人物に言及する。彼がどのような人物なのかは詳述されていないが、おそらくこの手紙で先に論じられていた宣教師集団の構成員で、第三ヨハネ書はガイオに対するデメトリオの紹介状であったとしばしば考えられている（異説については後述）。
「長老」は手紙を締めくくるのに先立ち、ガイオに向けて他に語るべき多くのことがあり、近いうちに彼に会いに行くつもりであることを、第二ヨハネ書12節とほぼ同じ言葉遣いで述べている。締めくくりの言葉は当時の書簡に典型的な挨拶であり、ユダヤ教徒からキリスト教徒へと受け入れられた「平安が、あなたにあるように」という言葉が添えられている。

### 注解
第三書はヨハネ共同体の個人名に言及されている例外的な書簡である。しかし、短い手紙であり、その正確な背景は明らかではない。その分、個々の論点に関する推測は多様であり、以下での注解にしても全ての説を網羅できるものではないが、主として複数の専門家の手になる聖書注解書（単著あるいは叢書）のヨハネ書簡担当者の見解を中心にまとめている。
便宜上、日本語訳聖書のうち、比較的細かく分けられている新改訳聖書・フランシスコ会訳聖書の段落分けに従う。なお、以下での第三ヨハネ書および他の新約正典からの引用は個別に注記がない限り、著作権保護期間が切れている口語訳聖書（Wikisourceのページ）に依拠する。ただし、注解中での固有名詞表記は原則として新共同訳聖書に準拠する。

#### 1節から4節
1節で差出人と宛先が記載されている。この書き出しは第二ヨハネ書の書き出しと酷似しているが、祝福（祝禱）を欠き、新約正典に収められた書簡の中で最も短いものである。これについて、当時の世俗的な手紙と比べれば珍しいものではないとするブラウンのような見解と、そうした手紙と比べてさえも短いとするシュナイダーのような見解がある。
第二書と第三書の差出人はともに「長老」と名乗っている。口語訳や新共同訳では「長老のわたし」と言葉が補われているが、「わたし」に対応する言葉は原文にない。福音派では、これもまた使徒ヨハネの書いた根拠の一つとみなされる。というのは、名前も示さずに単に「長老」と書いただけでその人物と権威を伝えられるような人物として、使徒ヨハネはいかにもふさわしいからである。使徒が長老と名乗る例は『ペトロの手紙一』にあり、これが傍証とされる。また、単に長老と名乗ったのは、使徒と名乗るよりも信徒との親密さを示すことになるからだという。
他方で、伝承を支持しない論者たちは、ここでの「長老」を名前の分からない人物としている。たとえば、編集史研究の開拓者の一人であるヴィリー・マルクスセンは、「長老」が使徒ヨハネである可能性をはっきりと否定しつつ、「ヨハネ共同体」の一員によるものだろうとした。前述の#著者節も参照のこと。
この「長老」がどのような呼称なのかにも議論がある。ブルトマンは、この「長老」は職制名ではないだろうとしている。大貫隆も「家の教会」（後出の6節注解を参照）を統括する立場の精神的指導者であったと推測している。
宛名とされているガイオの詳細は不明である。ガイオの名は新約正典では他に3文書4か所に見られる。まずは『使徒言行録』19章29節で、アリスタルコとともにパウロの伝道旅行の途上で言及されている、キリスト教徒のガイオである。それに続く20章4節でも、パウロをトロアスで待っていた7人の同道者の1人として、「デルベのガイオ」の名がある。次に『コリントの信徒への手紙一』1章14節で言及されているガイオがいる。彼はコリントに住み、パウロから直接洗礼を受けた数少ない人物とされている。最後が『ローマの信徒への手紙』16章23節に登場するガイオで、パウロとその執筆地の教会全体が世話になっている人物として言及されている。しかし、ガイオは当時非常にありふれた名前であり、第三ヨハネ書に登場するガイオを、そのいずれかのガイオと同一視すべき根拠は何もないのである。中にはそれら他の登場箇所のガイオとは別人であると断言している文献もある。
ただし、少なくともガイオは富裕な人物であったとされている。なぜなら「長老」は、彼に何人かの「兄弟たち」を短期間歓待させることを不当な負担とは考えていなかったからである。 『使徒教憲』(4世紀後半にシリアで成立)  はガイオがペルガモンの司教になったと記録しているが、この記述を裏付けられる初期の史料は何もなく、真偽は定かではない。
2節では身体的な健康についても祈りが捧げられている。これは『新約聖書』の祈りの中でも他に例がなく、ガイオが健康を害していた可能性を指摘する者たちもいる。土戸清は、ここで「健康である」ことを意味する単語の新約聖書における登場箇所（ここ以外に11か所）のうち、教義や言葉の健全性を示す意味で使われているのは牧会書簡に集中しており（8か所）、残る登場箇所（『ルカによる福音書』3回）がいずれも身体的な健康の意味であることを、ガイオが病気であったとする推測に結びつく根拠として挙げている。
他方で、ブラウンらは健康云々をよくある言い回しとし、そこから病気であったという推論は導くことに対して否定的見解を示している。ルドルフ・ブルトマンらも健康云々を常套句としつつ、「あなたのたましいがいつも恵まれていると同じく」という言葉の追加によって、身体的健康にとどまらない内面的な意味を包含する方向に挨拶の意味を変質させていると指摘した。
3節では、ガイオについて好意的な報告を受けていることに触れているが、ここを含めて「長老」がガイオとの直接的交流について明言している箇所はない。ブラウンは「長老」とガイオに面識はなかったのではないかと推測している。
それに対し、4節でガイオを「わたしの子供たち」に含めているらしいことから、ガイオを改宗させたのは「長老」であったと推測する説がある。ただし、この場合の「子供たち」は自分が改宗させたキリスト者のみに限定されていないとして、長老が改宗させたことに慎重な見方をするヨハネス・シュナイダーのような者もいる。
なお、4節は福音派の『エッセンシャル聖書辞典』では第三ヨハネ書の主題と位置づけられている。

#### 5節から8節
福音派のスタディ・バイブルの一つである『BIBLE navi』では、5節が第三ヨハネ書の「中心聖句」とされている。
3節でも言及されていた「兄弟たち」が、5節から8節で詳しく述べられている。この「兄弟たち」は信仰上または伝道上の兄弟たちで、彼らは『マルコによる福音書』6章8節から9節のイエスの命じるところに従って、一切の資金を持たない旅に出ていた。
ここでいう「異邦人」は異教徒あるいは不信心者を指している。巡回伝道者は金目当てに伝道しているのではないと示すためにも異教徒たちから何も受け取るわけにはいかず、キリスト者の援助を必要としていた。ゆえに6節に言う「送り出す」には、経済的援助が含まれる。こうした巡回伝道者の様子は、使徒教父文書に含まれる『十二使徒の教訓』11、12章などでも扱われている。
『十二使徒の教訓』における描写は、巡回伝道者から地域ごとの監督者へと教会の主導権が移りつつある時期と推測されており、第三ヨハネ書に描かれた対立も類似する過渡期を背景としている可能性がある。
なお、6節で「教会」（エクレーシア）への言及があるが、ヨハネ文書（ヨハネの黙示録を除く）で出てくる「教会」全3か所はいずれもこの書簡に含まれる。この「エクレーシア」は本来的には集会一般を指す語であり、この場合は冠詞がないので集会の意味で用いられていると見る者もいる。いずれにしても当時の「教会」は現在のような壮麗な建造物を備えたものではなく、共同体内の特定人物の家に開かれた「家の教会」を小単位とする地域的なまとまりであった。なお、第三ヨハネ書に女性の存在は明示されていないが、フェミニスト神学では他の書簡などからの類推によって、「家の教会」での歓待において女性が大きな役割を果たしたであろうことが指摘されている。
7節に登場する「御名」はイエスの御名、主の御名などと理解され、「御名のために」を「キリストのために」と釈義している文献もある。
8節では、巡回伝道者を助けることで、「真理のための同労者」になれることを示している。

#### 9節から10節
長老と対立するディオトレフェス（デオテレペス）についてのくだりである。ここで言及される「教会」は、ガイオには既知のものであったようであるが、彼はその構成員ではなかったとされる。そうでなければ、「長老」が彼にディオトレフェスの情報を教える必要がなかったからである。また、ガイオが追放の対象になっていないらしいことから、ガイオは近隣の教会の人物と推測される。なお、その説の中では、ガイオをディオトレフェスと同格の「家の教会」の指導者とみなす者もいるが、その説に立つ場合、なぜ「長老」はディオトレフェスに送った（が、受け入れられなかった）手紙をガイオには送っていないのか（送っていたなら、書き送った事実の説明は必要ない）という点が問題となる。
ディオトレフェスは「みんなのかしらになりたがっている」とされる。この原語は「第一」と「好む」の合成語で、「一番上（頭・指導者）になることを好む（なりたがる）」ことを意味する。新約聖書でここにしか出てこないが、こういう姿勢は『マルコによる福音書』9章35節に反するものである。
そのほか、ディオトレフェスの問題点は4点に整理されている。すなわち
- 彼が「口ぎたなくわたしたちをののし」ること。
- 「わたしたちを受けいれてくれ」ず、「兄弟たちを受けいれようとも」しないこと。
- 「受けいれようとする人たちを妨げて」いること。
- 「受けいれようとする人たちを」「教会から追い出している」こと。

「長老」とディオトレフェスの対立の原因は書簡中に明示されておらず、不明とする論者もいるが、論争は教理よりも教会内の主導権争いなどに根ざしていたようである。なぜなら、「長老」はディオトレフェスを批判しつつも、異端を説いたという非難はしていないからである。第一書、第二書では仮現論的な思想が異端として攻撃されていたが、ディオトレフェスがそうした思想をとっていたかどうかを本文から読み取るのは困難である。ブラウンは、描写されている振舞いは異端的とはいえないとしている。
また、ブラウンは、ディオトレフェスの側から対立を再構成している。ヨハネ共同体はグノーシス主義と近い側面を持っていたことから、正統派と異端寄りとの分裂があったことが、しばしば推測されている。それを踏まえると、長老と異端寄りの双方が巡回伝道者を派遣していたならば、各戸の「家の教会」にとっては、訪れた巡回伝道者がどちらの側なのかは実際に説教させるまで分からないはずである。ゆえにディオトレフェスは、余計な混乱を自分の「家の教会」に持ち込ませないようにするために一律に追い出したのではないかというのである。『ハーパー聖書注解』も同じ立場を採っており、小林稔もブラウンの説を紹介している。
エルンスト・ケーゼマンはディオトレフェスが正統であり、逆に「長老」は彼によって破門された人物であるという仮説を提示した。彼によると、「長老」はもともとディオトレフェスの教会において、職制としての長老の地位にあったが、異端とみなされてディオトレフェスから破門され、それを認めずに「長老」の称号を堅持している人物なのだという。しかし、この仮説はマルクスセン、ブルトマン、スミスなどからは空想的に過ぎるとして批判されている。
このほか、第三ヨハネ書の描く「愛」に批判的な聖書学者の上村静は、第二書で「この教を持たずにあなたがたのところに来る者があれば、その人を家に入れることも、あいさつすることもしてはいけない」（10節）と批判していた「長老」が、いざ自分の側が締め出されてしまったことから、自分を受け入れる者を「愛」「善」といった言葉で誉めそやすという狭量な行為に及んでいると解釈した。ゲルト・タイセンも第二書での「愛」の扱いに宗教裁判に繋がる要素が含まれていることを指摘しつつ、そこで他人に向けてやるように命じていたことを自分がされてしまったことについて「当然の償い」と位置づけていた。逆に第二書と第三書の著者を別人と見る田川建三は、第二書で家に入れるな、挨拶するなと主張していた「長老」こそがディオトレフェスであり、第三書の著者である「長老」はそうした狭量な態度を批判し、皆で仲良くすべきことを説いていると解釈した。実際のところ、第二書と第三書の姿勢は矛盾しているようにも見えるが、この点について擁護するジョン・ストットは、誤った教えを持ち込む者に対する厳しさと、正しい教えを伝える者に対する義務という、歓待のあるべき姿勢を相互補完的に示したものと捉えていた。
なお、「長老」の「少しばかり教会に書き送った」手紙について、ほとんどの学者は、第三ヨハネ書が第二ヨハネ書で叙述された教説上の議論への引照を何ら含んでいないため、第二書のこととは捉えずに、勧告を記した先行する別の手紙に触れているのだと考えている。ただし、ジョン・ペインターのように、第二ヨハネ書9節と第三ヨハネ書のもてなしのテーマが重なり合うことから、実際に第二ヨハネ書に言及していると主張する者もいないわけではない。
その書簡を握りつぶされた長老は、10節でディオトレフェスへの対決姿勢を示しているが、対抗手段が直接出向いて対決する以外に残されていなかった点でディオトレフェスの妨害行為は成功していたと、ジュディス・リュウはみなしている。他方、ここで破門などをちらつかせていないことについて、マルクスセンはむしろ「長老」が絆の断絶までには踏み切るつもりがなかった証拠であろうと解釈した。

#### 11節から12節
「長老」は11節でガイオへ善と悪とを対比して勧告している。この指図は、第一ヨハネ書のいくつかの節を思わせるものとされている。論者によって挙げられている箇所は少々異なるが、参考例として第一書4章7節から8節を引用しておく。
11節前半の「悪にならわないで、善にならいなさい」はヨハネ文書以外からの格言などの引用の可能性とヨハネ共同体の伝統に則っている可能性の双方が指摘されているが、いずれにしてもこの文脈での「悪」は、一般論ではなくディオトレフェスのやり方を指している。
12節ではデメトリオ（デメテリオ）に唐突に言及されている。この人物については、第三ヨハネ書をガイオの許に持参した人物と推測されることがしばしばである。『コリントの信徒への手紙二』3章1節、『ローマの信徒への手紙』16章1-2節、『コロサイの信徒への手紙』4章7-8節などに明らかなように、初代教会においてこのような紹介状はごく一般的なことであった。ただし、デメトリオを手紙の持参者とする説については、『新実用聖書注解』でヨハネ書簡を担当した村上宣道のように、あくまでも推測として慎重な見方を示す者もいる。同様にデメトリオへの言及の理由を不明としている論者には、シュナイダー、中村和夫、岩隈直などがいる。
いずれにしても、「長老」はここでデメトリオについて証している。ここでの「真理そのもの」はしばしばイエス・キリストの隠喩と考えられている。改革派教会牧師の田中剛二は「真理そのもの」が証しているというのは、信仰の告白を行うだけでなく、それが日々の実践と結びついており、デメトリオの振舞いを見れば立派なキリスト者であることが分かるということとした（同様の見解は『新聖書注解』にも見出せる）。田中は、そうした点をパウロ書簡に見られる、自分の行動が推薦状であるとする考え方と結び付けている。
その「真理そのもの」に「あらゆる人」「わたしたち」を加えた三重の証によって、「長老」はデメトリオが信頼できる人物であることを示している。「証する」はヨハネ福音書や第一書では重要な概念のひとつであり、ここでの三重の証言の重さを指摘する者もいる。また、このようにあえて三重の証を与えていることから、ガイオがデメトリオを知らなかったと推定されている。
なお、デメトリオは 『使徒教憲』によると、ヨハネによってフィラデルフィア（現アンマン）の司教に任じられたとされている。しかし、この伝聞は必ずしも信頼性が高い情報とはみなされていない。また、『使徒言行録』においてパウロを激しく批判した銀細工職人のデメトリオと同一視し、彼が回心したという可能性を指摘する者もいるが、その説を紹介した田中剛二は、事実ならば興味深いとしつつも、全くの憶測に過ぎないと指摘している。

#### 13節から15節
13・14節は第二ヨハネ書12節に類似する。
「筆と墨」も「紙と墨」も、細かい表現の違いはあれどもどちらも手紙を書くことを表現している。筆（ペン）として原語で使われているのは葦を意味する語であり、古代においては筆記具として使われた。墨（インク）として原語で使われているのは「黒い」という形容詞の中性形で、古代のインクには、煤に樹脂をもとにした液体を混ぜたものが使われていたことによる。
宮内彰は「すぐにでも」という表現について、事態が差し迫っていたことの表れではないかとした。また、バルバロは、直接会えることに対する喜びが表明されていないことは、ここまでに述べた悲観的な情勢を反映しているとみなした。他方でブラウンは、これらの節のような定型的な表現から特定性の高い情報を汲み取ろうとすることに慎重な姿勢を示している。
15節の「あなた方に平安があるように」は当時のユダヤ人の挨拶で、ヘブライ語法の投影も指摘されている。これはキリスト教徒たちも使ったが、キリスト教徒同士の場合は独特の含意がこめられる。新約聖書中でも『ガラテヤの信徒への手紙』6章16節、『ペトロの手紙一』5章14節などにも類似の挨拶は見出される。また、『ヨハネによる福音書』20章19節、21節、26節にも類似の挨拶が使われており、それらの登場箇所ではイエスの発言にこの挨拶が含まれている。
挨拶における「友人たち」という表現は新約聖書にはそれほど見られない。ジョン・ウェスレーは「兄弟たち」のほうが親しみの度合いが強く、そちらの表現に飲み込まれていったとした。他方、ジョン・ストットはここでいう「友人たち」が「兄弟たち」に比べて親密さの度合いが劣っていると見るべきではないと注記した。福音派の『新聖書注解』でも区別の必要性は認められていない。

## 正典化

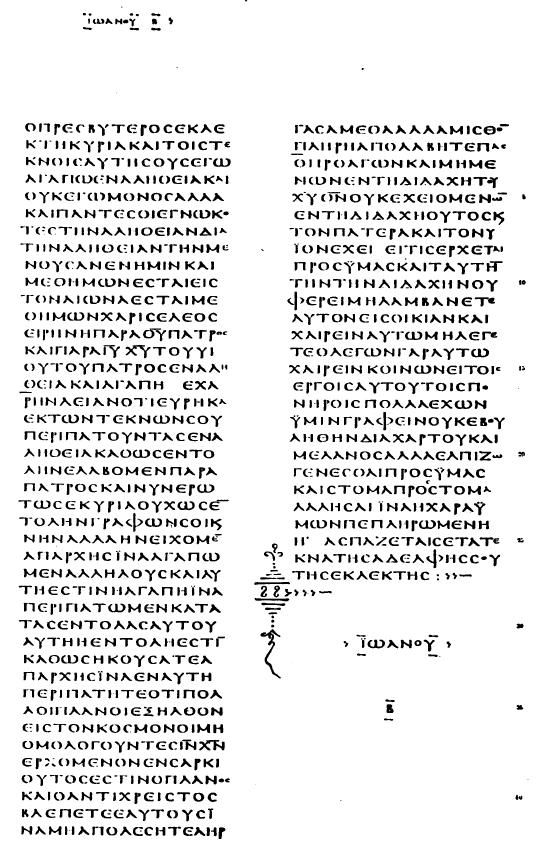
バチカン写本の第二ヨハネ書部分

第三ヨハネ書は純粋に個人宛の手紙ではあったが、新約聖書の正典に収録され、現在に伝えられている。第三書のような簡略で個人的な手紙が今に伝えられていることについては、そこに神意を見出そうとするヘンリー・H・ハーレイのような聖職者もいた。レイモンド・ブラウンは一つの可能性として、「長老」がディオトレフェスに拒絶された代わりに、ガイオに新たな「家の教会」を開かせたのではないかとしている。つまり、そのガイオの「家の教会」においては、この手紙は重要な価値を持っていたはずであり、それゆえに伝承されたのではないかというのである。
いずれにせよ、すでに「執筆年代」の節で述べたことと重なるが、ヨハネ書簡のうちで最も早くに言及されたのは第一書で、ポリュカルポスによる言及は一連のヨハネ書簡の推定成立年代の下限としても利用されている。それに対し、第三ヨハネ書への言及はそれからも長い間見られない。たとえば、エイレナイオスはその『異端駁論』（180年頃）において、第一書と第二書から引用しているが、第一書と第二書を区別していないし、第三書は引用していない。また、いわゆる『ムラトリ正典目録』（2世紀末から3世紀初頭）では、ヨハネ書簡は「2通」とされている。具体的にどの書簡かは明言されておらず、これを第三書への初期の言及とみなすバルバロのような論者もいなかったわけではないが、一般には第一書と第二書を指し、第三書は言及されていないものと受け止められている。
第三書が3世紀以前に引用されていたことは確認されていない。西方系では3世紀に入っても、ノウァティアヌス、キプリアヌスらは第三書に言及していない。他方、東方系ではオリゲネス、エウセビオスらが真作あるいは公認書として第一書に言及する一方、「疑わしい書」として第二書・第三書に言及している。
第三ヨハネ書を含む現在の27文書が新約正典とされたのは、アレクサンドリアのアタナシオスの『第三十九復活祭書簡』（367年）が最初とされている。この決定はヒッポ会議（393年）、カルタゴ会議（397年）などで追認された。第三書の短さは、その言及が他の正典文書よりも遅れたことを説明する一因である。つまり、初期のキリスト教著述家たちには、単にそこから引用する理由がなかったというだけかもしれないのである。言及の遅れに関しては、他にも私信という側面の強さや使徒の著作であるとなかなか承認されなかったことなどの影響が挙げられている。
いずれにせよ、現存する最古の部類に属するギリシア語のいわゆる「大文字写本」の中でも、一部破損の見られる写本で断片しか残されていないものの、シナイ写本、アレクサンドリア写本、バチカン写本はヨハネ書簡を3通全て収録している。写本は多種多様であるが、それらの間に有意な異文は存在せず、本来の原文を確定させる上での困難はほとんどない。
他方、シリアの教会では第三書の承認が遅れ、5世紀以降になった。5世紀初頭に新約部分が成立したシリア語訳聖書（ペシタ訳）には、ヨハネ書簡は第一書しか含まれていない。それに対し、508年に成立したシリア語訳、フィロクセノス訳には3書簡全てが含まれ、616年の改訂版（ハルケル訳）でも踏襲された。
中世ヨーロッパにおいては、正典として受容された後も、第一ヨハネ書に比べ、第二書・第三書は低い評価が与えられることがあった。宗教改革期には、マルティン・ルターが新約聖書の文書を3つに分類し、第一書に『ローマの信徒への手紙』などとともに最高の評価を与えたのに対し、第二書・第三書はそれより劣る評価になった。ジャン・カルヴァンは公同書簡の注解では、第二書と第三書を割愛した。これは当時の慣例に従ったものとされている。

## 意義
現代においても、第三ヨハネ書を積極的に評価する意見ばかりではない。岩波新書で聖書の入門書をものした小塩力は、第二・第三ヨハネ書などについて「信仰思想的な価値は、少しく落ちると見るべき」という理由で内容紹介を割愛した。また、第二・第三ヨハネ書を主題とする研究をまとめたジュディス・リュウは、大学院生時代にそれらを主題としていることを述べると、しばしば何故なのかと驚かれたものだと述懐した。
他方、文章に明記されていることから教訓を導くとすれば、「信者たちは互いに親切にし合うべき」ことを説いた可能性が指摘されている。また、ディオトレフェスの尊大な振舞いや利己心から、自らの内面への戒めを読み取ることの大事さを説く者や教会からそのような者が現れて分裂を引き起こさないように絶えず気をつけるべきことを説く者もおり、福音派の『新聖書辞典』では、教会に対するいつの時代にも普遍的な警告を発している書とされている。
ただし、第三ヨハネ書はそこに反映されている神学を議論するには短すぎるものであり、ジュディス・リュウは「教理的な内容を欠いている」と位置づけた。新約正典中で「イエス」も「キリスト」も直接的に出てこないのは本書が唯一である。それでも、短い中に「真理」が頻出することなどを、他のヨハネ文書の神学とも共通する点とみなす者たちはいる。ほか、「愛」を引き合いに出すことも共通点として挙げられる。
別の角度からの評価もなされている。日本でも1930年代には、神学的にはあまり価値がないが、それよりも歴史的にその意義の大きさが認められるようになっているという位置付けが見られた。つまり、巡回伝道者の影響が大きかった時期から、地域ごとの教会に定着した監督者の影響力が強くなっていく時期の過渡的な様子を伝えているということである。キリスト新聞社の『新共同訳聖書辞典』（1995年）も、第三書の価値を2世紀初頭小アジアの教会の状況を伝えていることに見出しており、小林稔も第三書に教会制度の過渡期における葛藤あるいは緊張を見出している。
ジュディス・リュウは、現代では初代教会の発展史の観点から第二・第三ヨハネ書の「復権」が果たされているとした。そして、その発展史の解明は同時に、同じ共同体から発したと考えられるヨハネ福音書や第一ヨハネ書の神学思想の理解を深めることにも寄与するものと位置づけている。
趙鏞基は、第三ヨハネ書2節を引いて、霊の祝福・経済を含めた地上の人生の祝福・健康の祝福を受けるとする「三拍子の祝福」を提唱した。